# Polylepis weberbaueri
Polylepis weberbaueri es una especie de árbol del género Polylepis, endémica de Ecuador y Perú.

## Estado de conservación
El World Conservation Monitoring Centre (WCMC) en el año 1998 clasificó, a través de la IUCN Redlist, a P. weberbaueri como una especie vulnerable.

## Taxonomía
Polylepis weberbaueri fue descrita por el botánico y algólogo alemán Robert Knud Pilger y publicado en Botanische Jahrbücher für Systematik, Pflanzengeschichte und Pflanzengeographie 37: 535 en 1906.
Etimología
Polylepis: nombre genérico que deriva del griego: polys que significa "muchos" y lepis que significa "escamas".
weberbaueri: epíteto otorgado en honor del botánico alemán Augusto Weberbauer.